# Telaio shear type
Il telaio shear type è un modello di telaio multipiano che oscilla per effetto di un moto ondulatorio del suolo. Tale telaio è caratterizzato da travi (o traversi) supposte indeformabili (infinitamente rigidi) in cui si considera concentrata la massa M del sistema e pilastri (o piedritti) flessibili, di rigidezza k, di massa trascurabile rispetto ai traversi.
Siffatto modello viene utilizzato al fine di semplificare il lavoro computazionale nelle verifiche a taglio.